# El-Hilál SFC
Az el-Hilál esz-Szaúdí Football Club (arabul: نادي الهلال السعودي) egy szaúd-arábiai labdarúgócsapat, melynek székhelye a fővárosban, Rijádban található. A klubot 1957. október 16-án alapították, és a szaúdi első osztályban szerepel.
A szaúd-arábiai bajnokságot 18 alkalommal nyerték meg. Nemzetközi szinten 8 nagy trófeát sikerült eddig elérniük. Az AFC-bajnokok ligáját 1991-ben és 2000-ben, 2019-ben és 2021-ben, a kupagyőztesek Ázsia-kupáját 1997-ben és 2002-ben, az Ázsiai szuperkupát pedig 1997-ben és 2000-ben hódították el.
Hazai mérkőzéseiket a Fahd Király Nemzetközi Stadionban játsszák, mely 68 752 fő befogadására alkalmas. 
2009 szeptemberében az el-Hilált az IFFHS a 20. század legjobb ázsiai csapatának választotta.

## Története
A klubot 1957. október 16-án alapították. Egy évvel később 1958. december 3-án, Szaúd szaúdi király jóvoltából megváltoztatták a klub nevét a jelenleg is használatosra. 1961-ben megnyerték a szaúdi kupát, ez volt a klub történetének első komolyabb sikere.
Az első bajnoki címüket az 1976–77-es szezonban érték el. Az 1970-es években számos nagynevű külföldi játékos szerepelt az el-Hilálban, beleértve a brazil edzőt Mário Zagallot és Roberto Rivellinot.
1991-ben megnyerték az az Ázsiai bajnokok ligáját, amivel megszerezték első nemzetközi kupagyőzelmüket. Az 1999–2000-es szezonban mindezt megismételték. 1997-ben megnyerték az kupagyőztesek Ázsia-kupáját és az Ázsiai szuperkupát.
Az el-Hilál az egyetlen ázsiai csapat, mely nemzetközi szinten hat kupagyőzelmet tudhat magáénak.
A bajnokok ligája 2014-es kiírásában bejutottak a döntőbe, ahol az ausztrál Western Sydney Wanderers csapatával találkoztak és 1–0 arányban alulmaradtak.

## Sikerlista
- Pro League
  - Bajnok (19): 1976–77, 1978–79, 1984–85, 1985–86, 1987–88, 1989–90, 1995–96, 1997–98, 2001–02, 2004–05, 2007–08, 2009–10, 2010–11, 2016–17, 2017–18, 2019–20, 2020–21, 2021–22, 2023–24
  - Ezüstérmes (14): 1979–80, 1980–81, 1982–83, 1986–87, 1992–93, 1994–95, 1996–97, 2005–06, 2006–07, 2008–09, 2012–13, 2013–14, 2015–16, 2018–19

- Király Kupa
  - Győztes (10): 1961, 1964, 1980, 1982, 1984, 1989, 2015, 2017, 2019–20, 2022–23
  - Döntős (8): 1963, 1968, 1977, 1981, 1985, 1987, 2010, 2021–22

- Koronaherceg Kupa
  - Győztes (13): 1963–64, 1994–95, 1999–2000, 2003, 2004–05, 2005–06, 2007–08, 2008–09, 2009–10, 2010–11, 2011–12, 2012–13, 2015–16
  - Döntős (4): 1956–57, 1998–99, 2013–14, 2014–15

- Szaúdi Szuperkupa
  - Győztes (3): 2015, 2018, 2021
  - Döntős (2): 2016, 2020

- Föderációs Kupa
  - Győztes (7): 1987, 1990, 1993, 1996, 2000, 2005, 2006
  - Döntős (5): 1986, 2002, 2004, 2008, 2010

- AFC-bajnokok ligája
  - Győztes (4): 1991, 2000, 2019, 2021
  - Döntős (5): 1986, 1987, 2014, 2017, 2022

- Kupagyőztesek Ázsia-kupája
  - Győztes (2): 1996–97, 2001–02

- Ázsiai szuperkupa
  - Győztes (2): 1997, 2000
  - Döntős (1): 2002

- FIFA-klubvilágbajnokság
  - Döntős (1): 2022
  - Negyedik helyezett (2): 2019, 2021